# Damson Early Rivers
Damson Early Rivers es una variedad cultivar de ciruelo (Prunus domestica subsp. insititia), de las denominadas ciruelas europeas.
una ciruela obtenida en 1820 por el horticultor Thomas Rivers en Sawbridgeworth (Herefordshire), introducida en los circuitos comerciales en 1871.
Las frutas tienen un tamaño pequeño, piel gruesa, ácida, siendo el color de la piel púrpura a violeta azulado, y pulpa de color verde amarillento, textura de pulpa blanda, muy jugosa pero carecen del verdadero sabor de la ciruela "damascena-damson".

## Historia
'Damson Early Rivers' es una variedad de ciruela obtenida en 1820 por el horticultor Thomas Rivers en Sawbridgeworth (Herefordshire). Introducida en los circuitos comerciales en 1871. Fue galardonada con el «Award of Merit» (Premio al Mérito) por la "Royal Horticultural Society" en 1900.
Se considera que es una cepa de la Prunus domestica subsp. insititia, en Inglaterra se las nombran como "Bullace" que generalmente se usa para referirse a ciruelas con forma esférica, a diferencia de las ciruelas "Damascenas"-"Damson" que se refieren a las que tienen  forma ovalada.
'Damson Early Rivers' está cultivada en diversos bancos de germoplasma de cultivos vivos, tales como en National Fruit Collection (Colección Nacional de Fruta) de Reino Unido con el número de accesión: 2003-006 y Nombre Accesión : Damson, Early Rivers. El espécimen fue recibido en el «National Fruit Trials» (Probatorio Nacional de Frutas), para evaluar sus características en 2003.

## Características
'Damson Early Rivers' árbol de porte extenso, moderadamente vigoroso, erguido, productivo, floración abundante. Autofértil. Flor blanca, que tiene un tiempo de floración que comienza a partir del 15 de abril con el 10% de floración, para el 19 de abril tiene una floración completa (80%), y para el 30 de abril tiene un 90% de caída de pétalos.
'Damson Early Rivers' tiene una talla de tamaño pequeño de forma ovalada oblonga, cavidad poco profunda, estrecha, abrupta, sutura pronunciada, una línea distinta; ápice redondeado, con peso promedio de 11.70 g; epidermis tiene una piel gruesa, ácida, siendo el color de la piel púrpura a violeta azulado, cubierto de pruina de mediano espesor, punteado pequeño, pocos; pedúnculo glabro, con una longitud promedio de 7.30 mm, pubescente, bien adherido al fruto con la cavidad del pedúnculo estrecha y apenas pronunciada; pulpa de color verde amarillento, textura de pulpa blanda, muy jugosa pero carecen del verdadero sabor de la ciruela damascena-damson.
Hueso adherido, irregular y ampliamente ovada, aplanada, áspera, ligeramente comprimida y con cuello en la base, roma o aguda en el ápice, sutura ventral estrecha, alada, sutura dorsal aguda o levemente surcada.
Su tiempo de recogida de cosecha es temprano, se inicia en su maduración de inicios a mediados de agosto.

## Usos
Esta ciruela es bien conocida en diversas regiones de Inglaterra. Una verdadera fruta dulce de "postre", más parecida al concepto de sabor que tenemos de una ciruela. Además hace unos muy buenos guisos, licores, mermeladas, empanadas, y para congelación.